# Edward Raczyński (Mäzen)

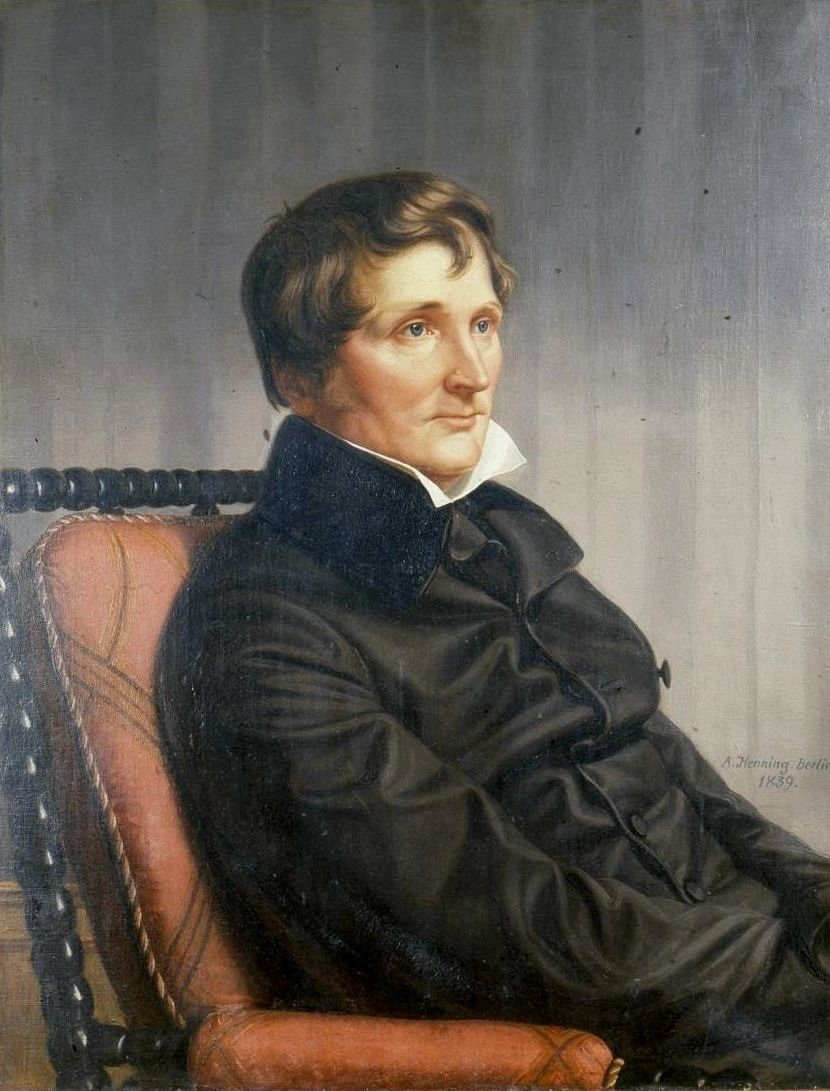
Edward Raczyński (Gemälde von Adolf Henning)

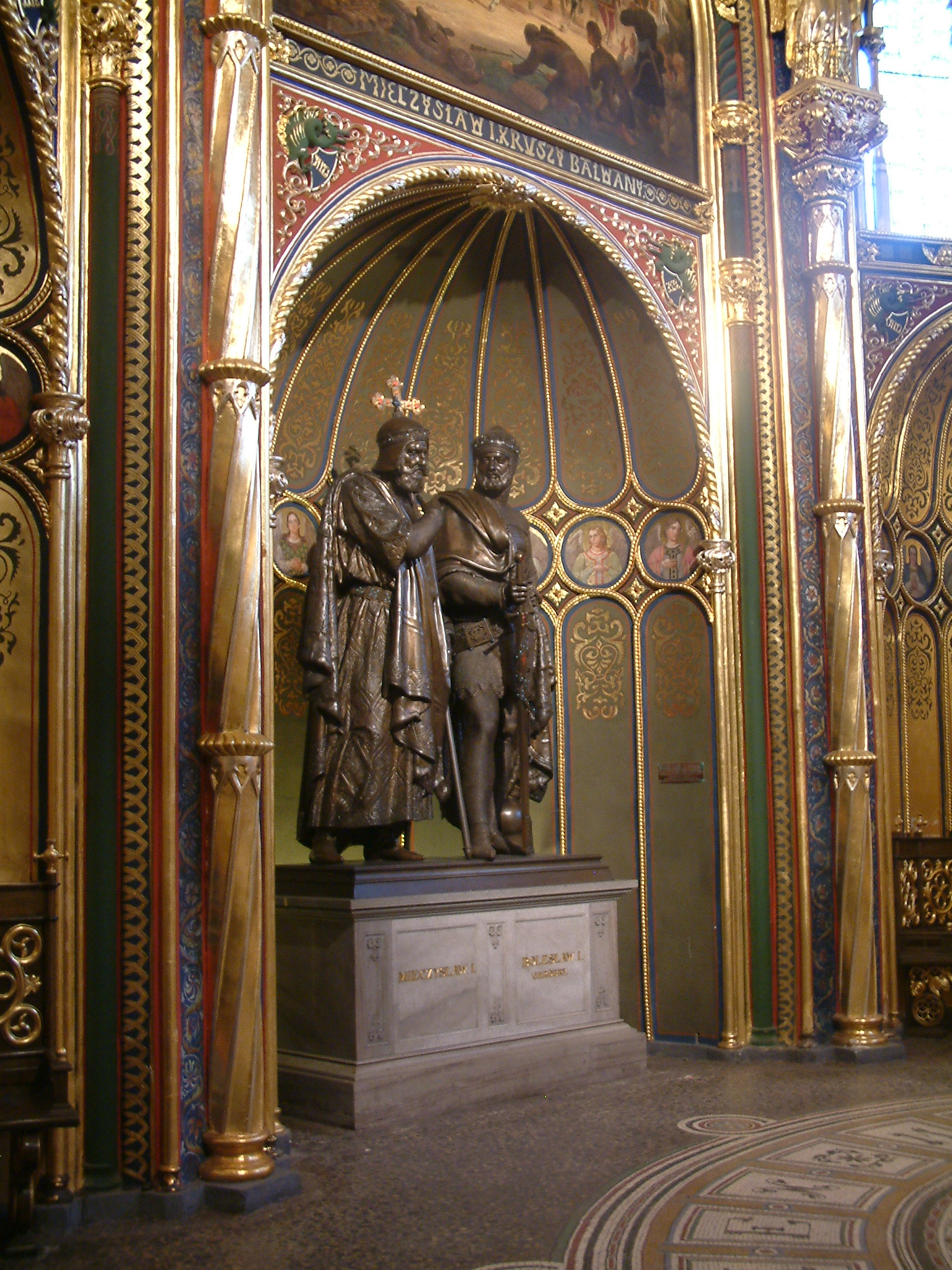
Grabmonument mit den bronzenen Skulpturen von Mieszko I. und Bolesław I., geschaffen von Christian Daniel Rauch, in der Goldenen Kapelle der Kathedrale zu Posen

Graf Edward Raczyński (auch unter dem deutschen Namen Eduard von Raczynski; * 2. April 1786 in Posen; † 20. Januar 1845 in Santomischel) war ein polnischer Adliger, Verleger und Philanthrop.
Er entstammte dem Adelsgeschlecht Raczyński, das zum alten Adel Großpolens gehörte. Edward Raczynski und sein Bruder Atanazy genossen ihre Erziehung am Familiensitz in Rogalin.
Für seine Verdienste in der Napoleons Armee wurde er mit dem Orden Virtuti Militari ausgezeichnet.
Nachdem er sich für die beiden ersten Gesänge des Lord-Byron-Versepos Childe Harold’s Pilgrimage begeisterte, organisierte er 1814 eine Reise nach Griechenland und Kleinasien. Nach der Rückkehr veröffentlichte er 1821 einen Prachtband in Großfolio-Format mit dem Titel Dziennik podrozy do Turcyi odbyty w roku MDCCCXIV mit einem Reisebericht. 1825 wurde das Werk in derselben Aufmachung unter dem Titel Malerische Reise in einigen Provincen des Osmanischen Reiches auch in deutscher Sprache veröffentlicht.
Er gründete 1829 die Raczyński-Bibliothek und finanzierte 1831 die erste Wasserleitung in Posen mit.
Bei der Stiftung eines Denkmals für Mieszko I. und  Bolesław den Tapferen in der Goldenen Kapelle der Kathedrale zu Posen war Raczyński federführendes Komitee-Mitglied. Verhandelt wurde mit Karl Friedrich Schinkel, Christian Daniel Rauch, der preußischen Regierung und dem Posener Domkapitel. Das letzte Problem war Raczyńskis persönliche Inschrift auf dem Denkmalssockel, die er schließlich gezwungenermaßen entfernen ließ. Darauf beging er Suizid mit einer kleinen Kanone.

## Schriften
- Dziennik podrozy do Turcyi odbyty w roku MDCCCXIV, Breslau 1821 (deutsch: Malerische Reise in einigen Provincen des Osmanischen Reiches, Breslau 1825 (Digitalisat)).
- Zusammen mit Konstantia Gräfin Raczynska: Sprawozdanie z fabryki kaplicy grobowej Mieczysława, I i Bolesława Chrobrego w Poznaniu. 1. 2. w Poznaniu, 1841–45. (deutsch: Bericht über den Ausbau der Grabkapelle Mieczyslaw's T. und Boleslaw's des Tapferen zu Posen. Band 1 und 2. Lukaszewicz, Posen 1844/45.)